# جاك فوكس
جاك فوكس (بالإنجليزية: Jack Fox)‏ هو لاعب كرة قاعدة أمريكي، ولد في 21 مايو 1885 في ريدينغ في الولايات المتحدة، وتوفي بنفس المكان في 28 يونيو 1963.

## وصلات خارجية
- جاك فوكس على موقعبيزبول رفرنس.كوم (الدوري الرئيسي) (الإنجليزية)
- جاك فوكس على موقعبيزبول رفرنس.كوم (الدوري الثانوي) (الإنجليزية)